# 20th Century Studios
Twentieth Century Fox Film Corporation ili 20th Century Fox je američka filmska tvrtka i jedna od šest najvećih filmskih studija u SAD-u. Osnovana je udruživanjem dvaju filmskih studija; Fox Films Corporation (osnovana 1915.) i 20th Century Pictures (osnovana 1933.).
Studij je smješten u Los Angelesu, Kalifornija i dio je kompanije Fox Entertainment Group u vlasništvu News Corporationa.
Neke od najpoznatijih filmskih franšiza 20th Century Foxa su Zvjezdani ratovi (s LucasFilm Ltd.), X-Men, Umri muški, Alien, Predator, Ledeno doba i dr., dok se od televizijskih serija ističu Simpsoni, Dosjei X, Futurama, Malcolm u sredini i Kako sam upoznao vašu majku.

## Povijest
Godine 1915. William Fox osnovao je Fox Film Corporation, kompaniju za proizvodnju i distribuciju filmova. Deset godina kasnije Fox je preselio kompaniju na 250 hektara površine u Hollywoodu u okolici Los Angelesa. To mjesto postalo je trajno sjedište kompanije.
Unatoč prvotnom rastu, tvrtka se je 1927. godine našla u financijskim problemima, pa su Fox Film Corporation 1930. preuzeli bogati vlasnici stoke, izvlastili Foxa i na čelo uprave postavili Sydneya R. Kenta. Godine 1935. studio se spojio s Twentieth Century Company u vlasništvu Darryla F. Zanucka i Josepha M. Schencka, nakon čega je nastao Twentieth Century Fox Film Corporation. Direktor produkcije Twentieth Century Company, Darryl F. Zanuck, postao je potpredsjednik nove kompanije i nadzornik produkcije.
Nakon Drugog svjetskog rata, 20th Century Fox proizveo je filmske hitove poput Snjegovi Kilimandžara, Točno u podne i Sve o Evi. Tijekom 1950-ih godina  studio je proživljavao teške trenutke, uključujući i financijski fijasko s filmom Kleopatra. Frustriran neuspjehom, Zanuck je 1956. godine napustio studio i otišao u Pariz.
Godine 1962. Zanuck se vratio u studio s planom fokusiranja proizvodnje na blockbustere i već sljedeće godine studio je imao hit Najduži dan, koji je donio i zaradu i nominaciju za Oscara.
Tijekom 70-ih potpredsjednik Dennis C. Stanfill zaposlio je Alana Ladda na čelo filmske divizije studija što je rezultiralo nizom uspješnih filmova poput Posejdonove avanture, Mladog Frankensteina,  Paklenog tornja (s Warner Brosom), Zvjezdanih ratova i Osmog putnika.
Sljedeće desetljeće donijelo je studiju brojne financijske probleme, koji su rezultirali prodajom studija australskom mogulu Rupertu Murdochu. Krajem 80-ih studio je ponovno počeo nizati uspješnice, među kojima filmove Wall Street, Zaposlena djevojka, Umri muški, Rat Roseovih i Sam u kući.
Godine 1994. Fox je osnovao podružnicu Fox Animation Inc. sa sjedištem u Phoenixu u Arizoni, a 1995. Twentieth Century Fox Home Entertainment s ciljem distribucije videa i interaktivnih programskih proizvoda. Studio je jedan od najvećih uspjeha doživio 1998. godine s filmom katastrofe Titanicom, osvajačem Oscara i 2009. godine s znanstvenofantastičnim filmom Avatar.

## Važniji filmovi
- Ratovi zvijezda IV: Nova nada, (1977.)
- Osmi putnik, (1979.)
- Ratovi zvijezda V: Imperij uzvraća udarac, (1980.)
- Ratovi zvijezda VI: Povratak Jedija, (1983.)
- Gorštak, (1986.)
- Aliens, (1986.)
- Predator, (1987.)
- Wall Street, (1987.)
- Umri muški, (1988.)
- Bezdan, (1989.)
- Umri muški 2, (1990.)
- Sam u kući, (1990.)
- Predator 2, (1990.)
- Alien 3, (1992.)
- Sam u kući 2, (1992.)
- Umri muški 3, (1995.)
- Slomljena strijela, (1996.)
- Dan nezavisnosti, (1996.)
- Alien 4: Uskrsnuće, (1997.)
- Titanic, (1997.)
- Ratovi zvijezda I: Fantomska prijetnja, (1999.)
- X-Men, (2000.)
- Ratovi zvijezda II: Klonovi napadaju, (2002.)
- X-Men 2, (2003.)
- Alien protiv Predatora, (2004.)
- Ratovi zvijezda III: Osveta Sitha, (2005.)
- Transporter 2, (2005.)
- X-Men 3, (2006.)
- Borat, (2006.)
- Avatar, (2009.)
- Predator, (2010.)
- Prometej, (2012.)
- Lincoln, (2012.)
- Pijev život, (2012.)
- Umri muški 4, (2013.)

## Vanjske poveznice
- Fox Studios (engl.)
- Fox Movies (engl.)
- Twentieth Century Fox Film Corporation Company History (engl.)